# Massacre de Damour
Le massacre de Damour a eu lieu, dans sa phase finale, le 20 janvier 1976 pendant la guerre civile libanaise de 1975-1990. Ce massacre est commis principalement par des milices palestiniennes contre les habitants chrétiens de Damour. 
Il a lieu en réaction au massacre de plus d'un millier d'habitants de Karantina, quartier de Beyrouth majoritairement peuplé de réfugiés palestiniens, par des milices Kataeb deux jours plus tôt.

## Damour
Damour s'étend de part et d'autre de la route de Sidon à Beyrouth, à environ 20 kilomètres au sud de la capitale, sur les pentes de la chaîne du Liban. C'était une ville d'environ 25 000 habitants, comprenant cinq églises, trois chapelles, sept hôpitaux, plusieurs écoles privées et publiques, et dont la population était entièrement chrétienne.
Damour et les localités voisines de Jiyé et Saadiyate sont considérés comme d'une importance stratégique, étant situés le long du littoral et de la route menant de Beyrouth vers le sud du pays, alors contrôlée par les groupes armés. La région est également le bastion de Camille Chamoun, alors ministre de l'Intérieur.

## Déroulement du massacre
Le 9 janvier 1976, les Palestiniens assiègent la ville de Damour en coupant l'eau, l'approvisionnement et l'électricité. Puis, ils interdisent à la Croix-Rouge l'entrée dans la ville pour évacuer les blessés. La cité est soumise à un intense bombardement à partir du 13 janvier et pendant les deux jours qui suivent. Le ministre de l'Intérieur Camille Chamoun, piégé dans la région, demanda à l'aviation de soutenir la ville. 
Alors que le siège de Damour dure déjà depuis 48 heures, la journée du 16 janvier est marquée dans cette localité par "une atroce tuerie", selon La Une du quotidien chrétien L'Orient-Le Jour du 17 janvier. Forçant la défense assurée par des civils, le PNL et les Kataëb, et tuant une vingtaine d'habitants, "les assaillants se livrent ensuite à d’atroces exécutions, égorgeant une trentaine de femmes et d'enfants et dynamitant un certain nombre d’habitations". 
Le 16 janvier au matin, des chasseurs Mirage III et Hawker Hunter de l'armée de l'air libanaise font une descente sur les positions des combattants palestiniens et musulmans, mais l'opération est annulée par le Premier ministre Rachid Karamé. Ce fut la dernière mission des Mirage III libanais de la guerre civile.
Après une semaine de combats, les assaillants viennent à bout de la résistance des milices du PNL et des Phalanges libanaises (Kataëb). Les combats et le massacre qui s'ensuivit firent 150 victimes, principalement des civils.
Beaucoup de corps sont démembrés, de sorte que les têtes ont dû être comptées pour dénombrer les morts. Le vieux cimetière chrétien est détruit et les tombes sont profanées. 
Après le massacre, un grand nombre de familles quittent Damour et vont s'installer soit dans des villes ou villages libanais tel que Jounieh ou El Nabaa, ou bien émigrent vers d'autres continents ou pays tels que l'Afrique, l'Europe, le Canada ou encore l'Australie.
Le 12 août 1976, pour venger le massacre de Damour, les milices Kataëb massacrent les habitants du camp de Tall el-Zaatar, faisant plus d'un millier de morts.

## Auteurs du massacre

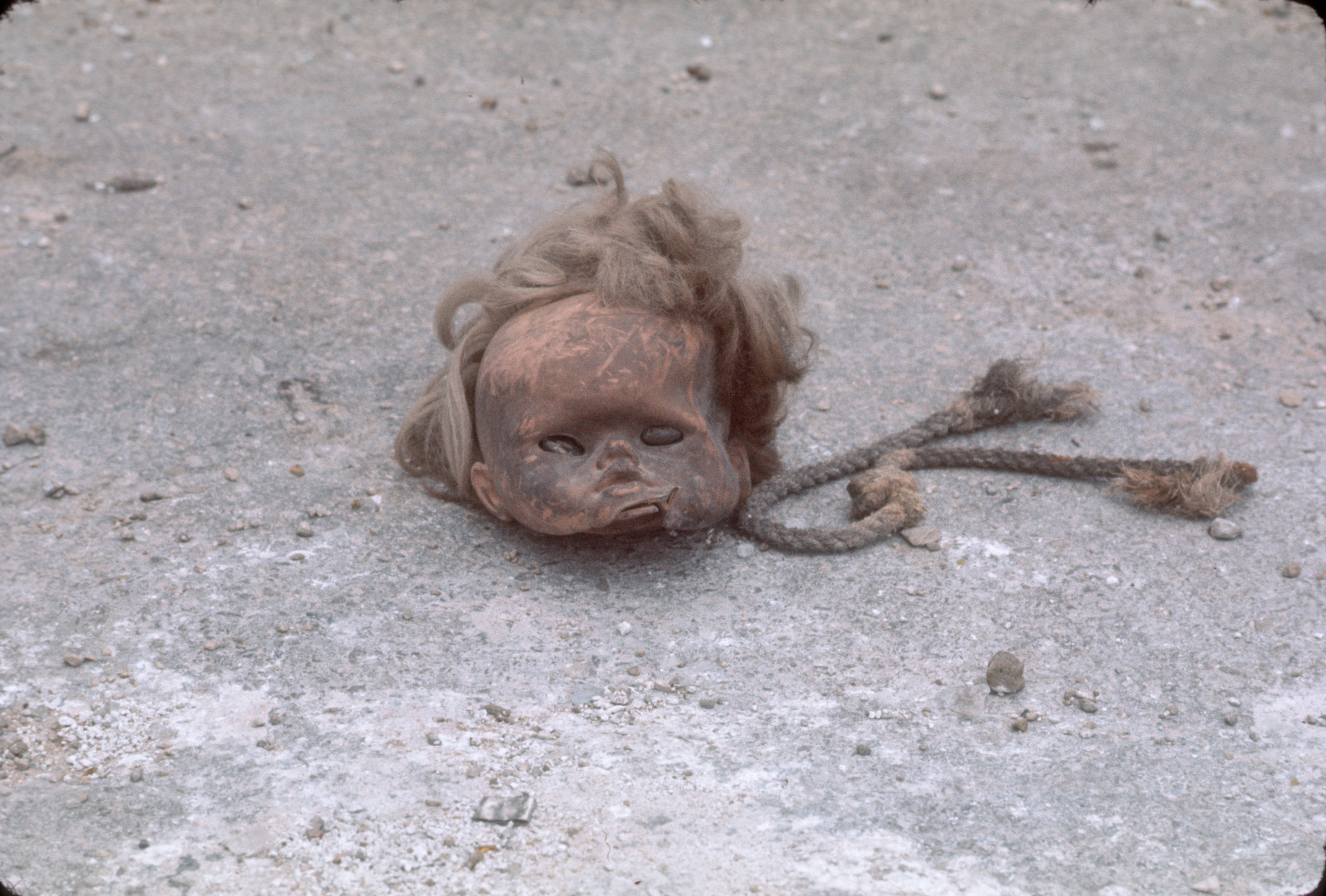
Tête de poupée à Damour (archives du CICR)

Il existe un certain nombre de revendications contradictoires quant à savoir exactement quelles milices ont participé au massacre. Il est clair qu'il s'agissait d'une attaque dirigée par les milices palestiniennes, mais certaines sources indiquent une participation forte des factions palestiniennes soutenues par Damas. Une chose est néanmoins claire : l'attaque et le massacre ont été effectués par des miliciens palestiniens alignés avec le Mouvement national libanais.
Selon Robert Fisk, l'attaque a été conduite par le colonel Said al-Mouragha (en) surnommé Abou Moussa, un commandant de l'OLP et du Fatah.
Le gros des forces d'agression semble avoir été composé par les brigades de l'Armée de libération de la Palestine et As-Saiqa, ainsi que d'autres milices, y compris le Fatah. 